# Smolanka (Sępopol)
Pour les articles homonymes, voir Smolanka.
Smolanka est un village polonais de la voïvodie de Varmie-Mazurie, dans le powiat de Bartoszyce.